# I giganti della Tessaglia (Gli Argonauti)
I giganti della Tessaglia (Brasil: Os Argonautas) é um filme italiano de 1960, do subgênero peplum, dirigido por Riccardo Freda.

## Sinopse
Em 1250 a.C., Jasão (Carey), rei da Tessália, parte em uma embarcação criada por Argos no rumo da Cólquida, cidade da Ásia Menor, acompanhado de diversos heróis mitológicos, como Orfeu (Girotti), com o objetivo de capturar o velocino de ouro. Durante a expedição ocorrem vários incidentes envolvendo personagens fantásticos, enquanto em Tessália, Adrasto (Farnese), que ocupa provisoriamente o poder, prepara um golpe para usurpar o trono. 

## Elenco
- Roland Carey: Jason
- Ziva Rodan: Creusa
- Caro Cathia: Aglaia
- Alberto Farnese: Adrastus
- Nadine Sanders: Gaia
- Maria Teresa Vianello: irmã de Gaia
- Massimo Girotti: Orfeu
- Luciano Marin: Eristeu